# Karakałpacy
Karakałpacy – naród pochodzenia tureckiego, zamieszkujący w zwartej grupie na południe od Jeziora Aralskiego.
Żyją głównie w Uzbekistanie (530 tys.), zwłaszcza w należącej do tego kraju autonomicznej Karakałpacji, a poza tym także w Turcji, Iranie i w mniejszych grupach w kilku państwach byłego ZSRR. Jest ich około 650 tysięcy. Są sunnickimi muzułmanami. Mówią językiem karakałpackim z grupy języków kipczackich, bliskim kazachskiemu i kirgiskiemu – w przeciwieństwie do sąsiednich Uzbeków, którzy są Karłukami. 
Głównym zajęciem Karakałpaków do połowy XX w. była uprawa roli na nawadnianych ziemiach oraz rybołówstwo, jednak władze radzieckie chcąc zwiększyć zbiory bawełny doprowadziły do katastrofy ekologicznej. Zbyt duża część wód Amu-darii i Syr-darii została wykorzystana do nawodnienia, co doprowadziło do wysychania Morza Aralskiego.

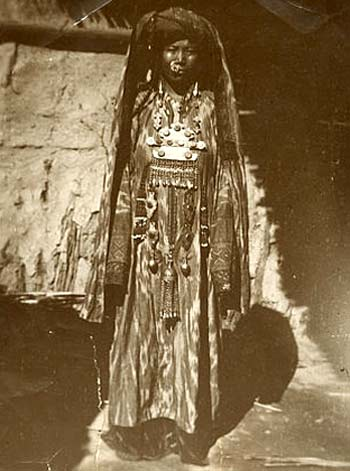
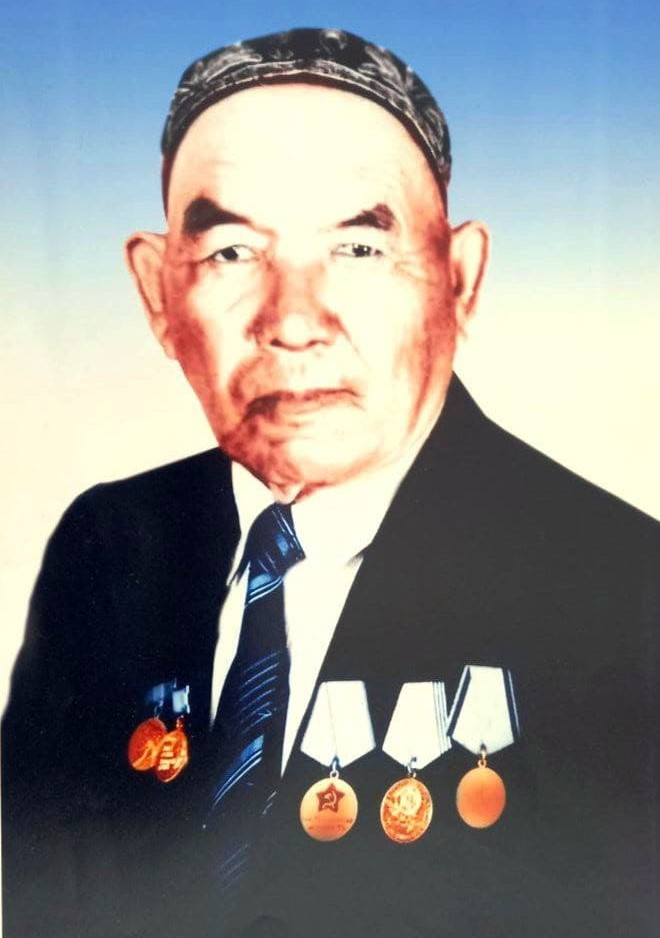
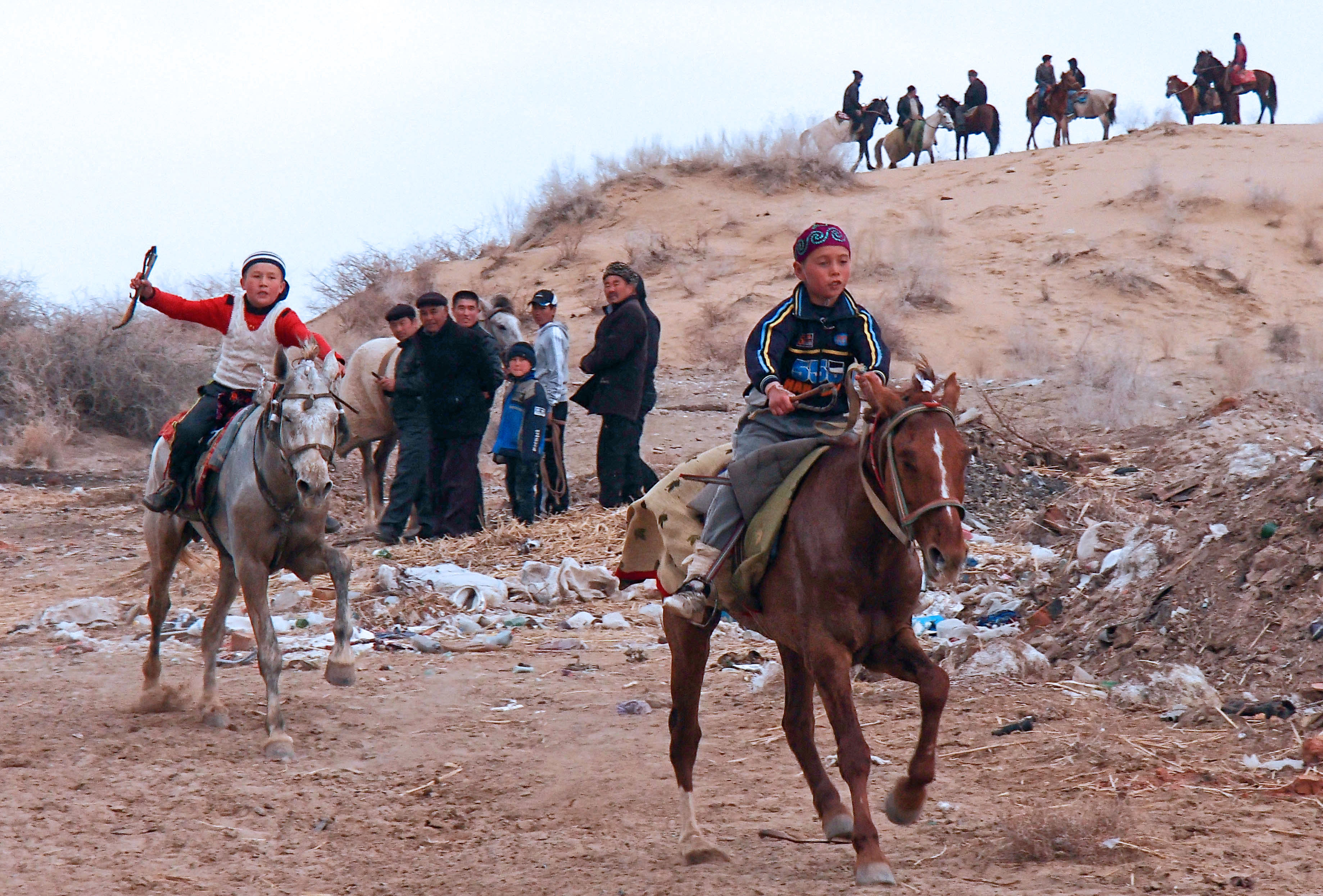
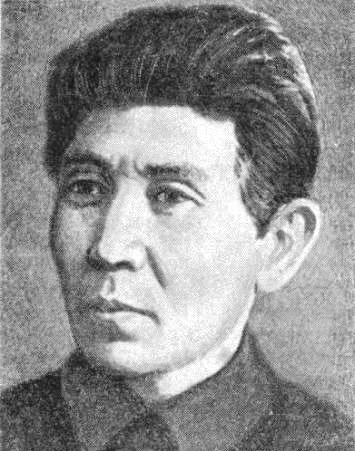
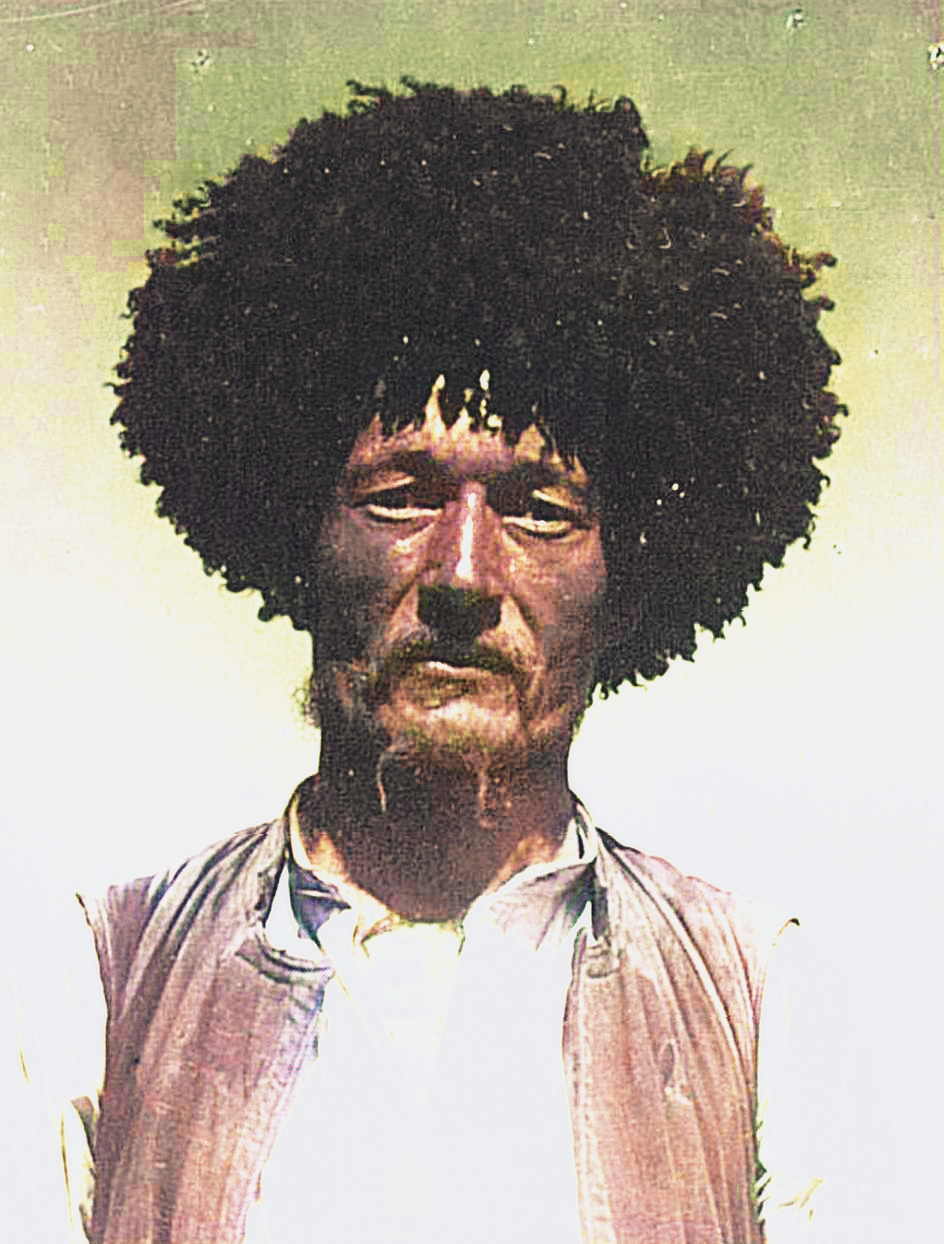
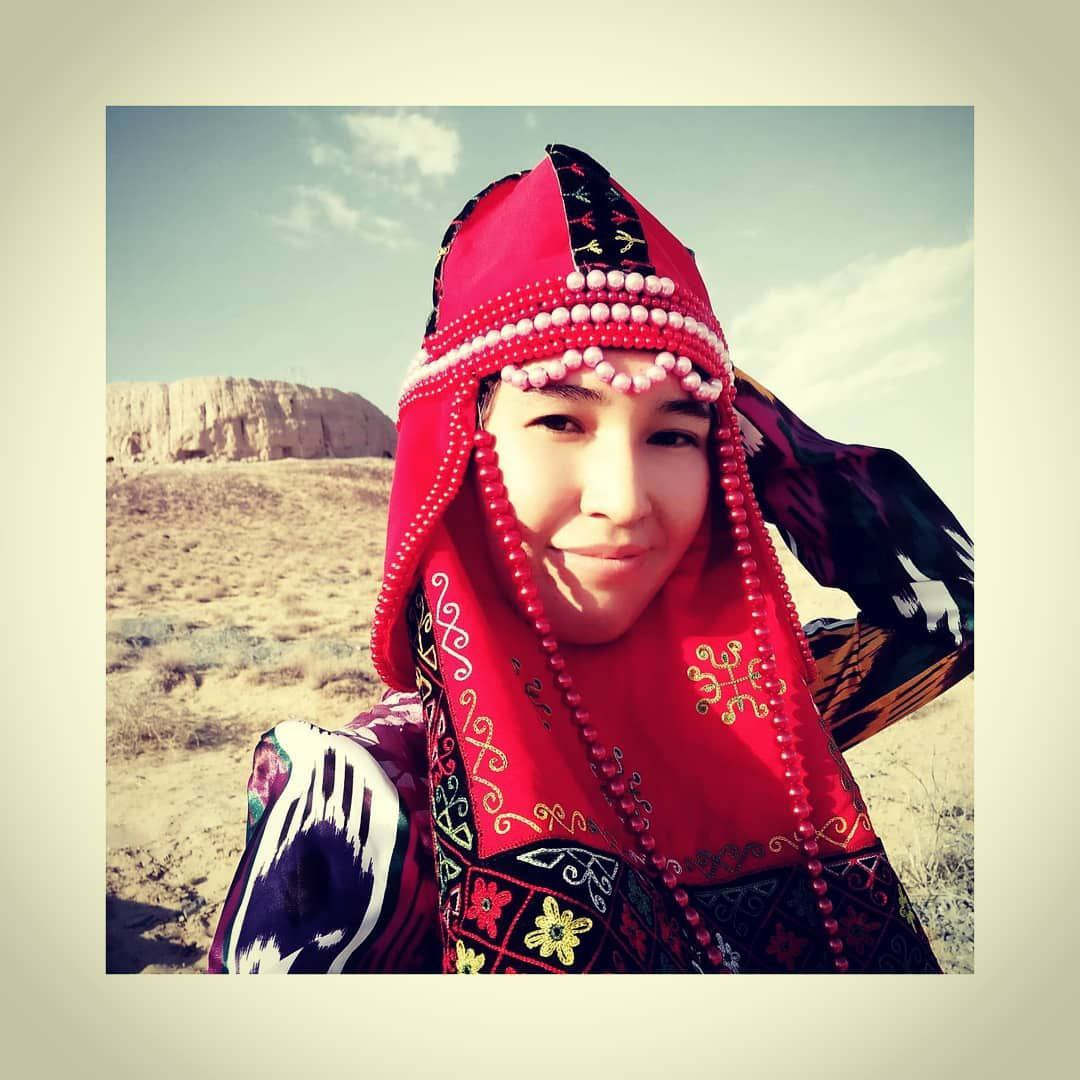
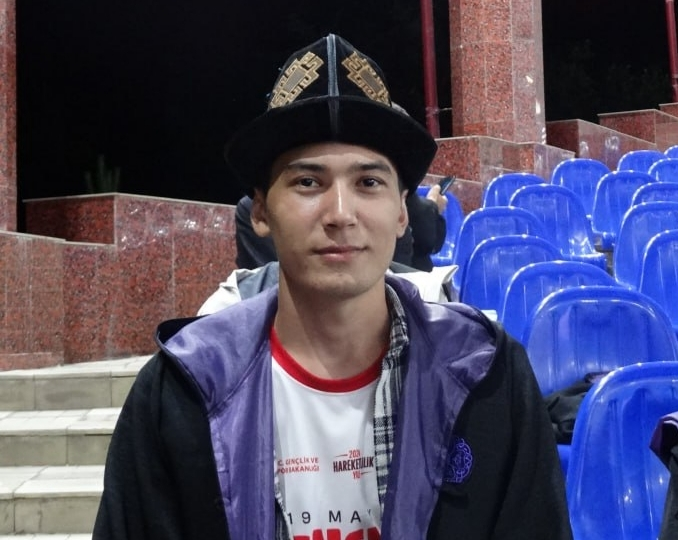
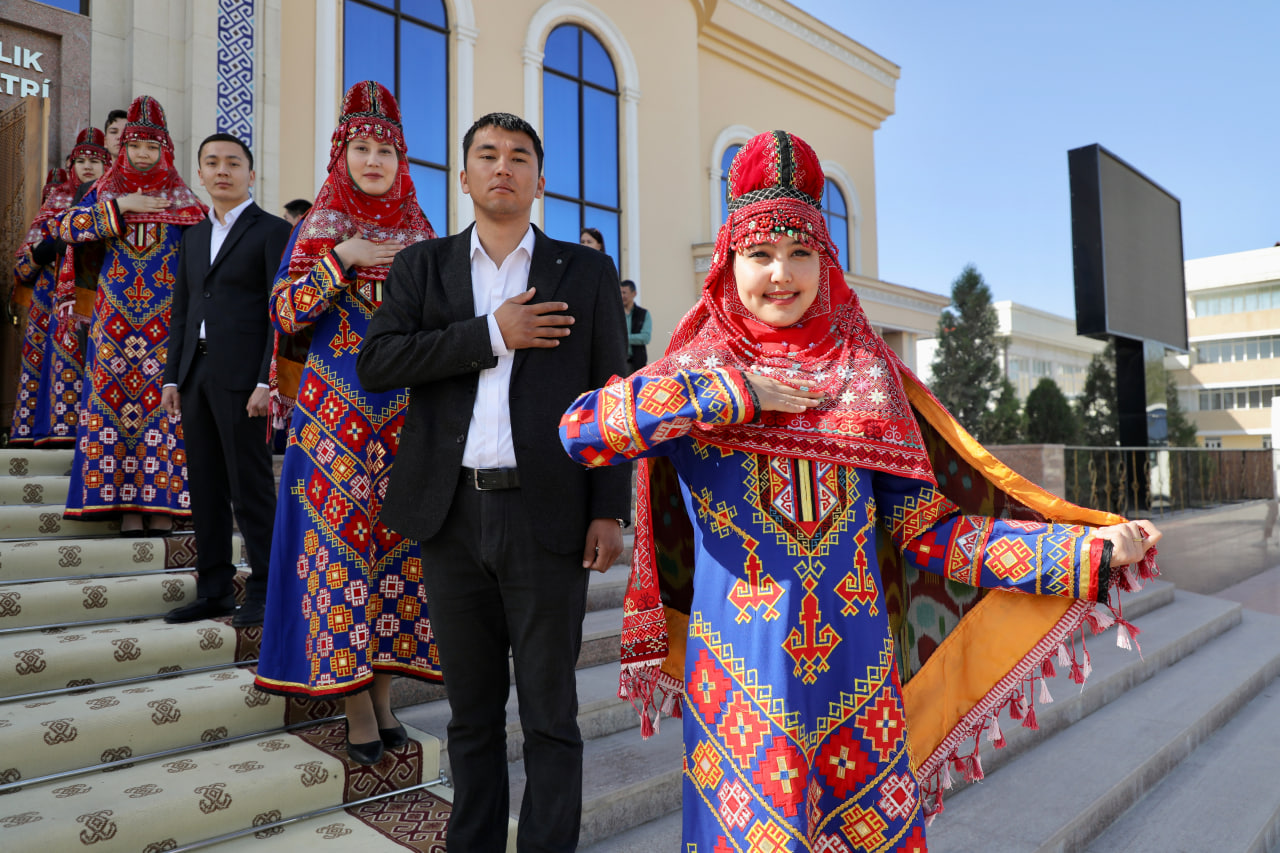
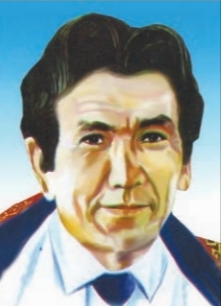

Obecnie ok. 30% społeczności żyje w miastach i utrzymuje się z pracy w przemyśle.